# Composizioni di Ludwig van Beethoven

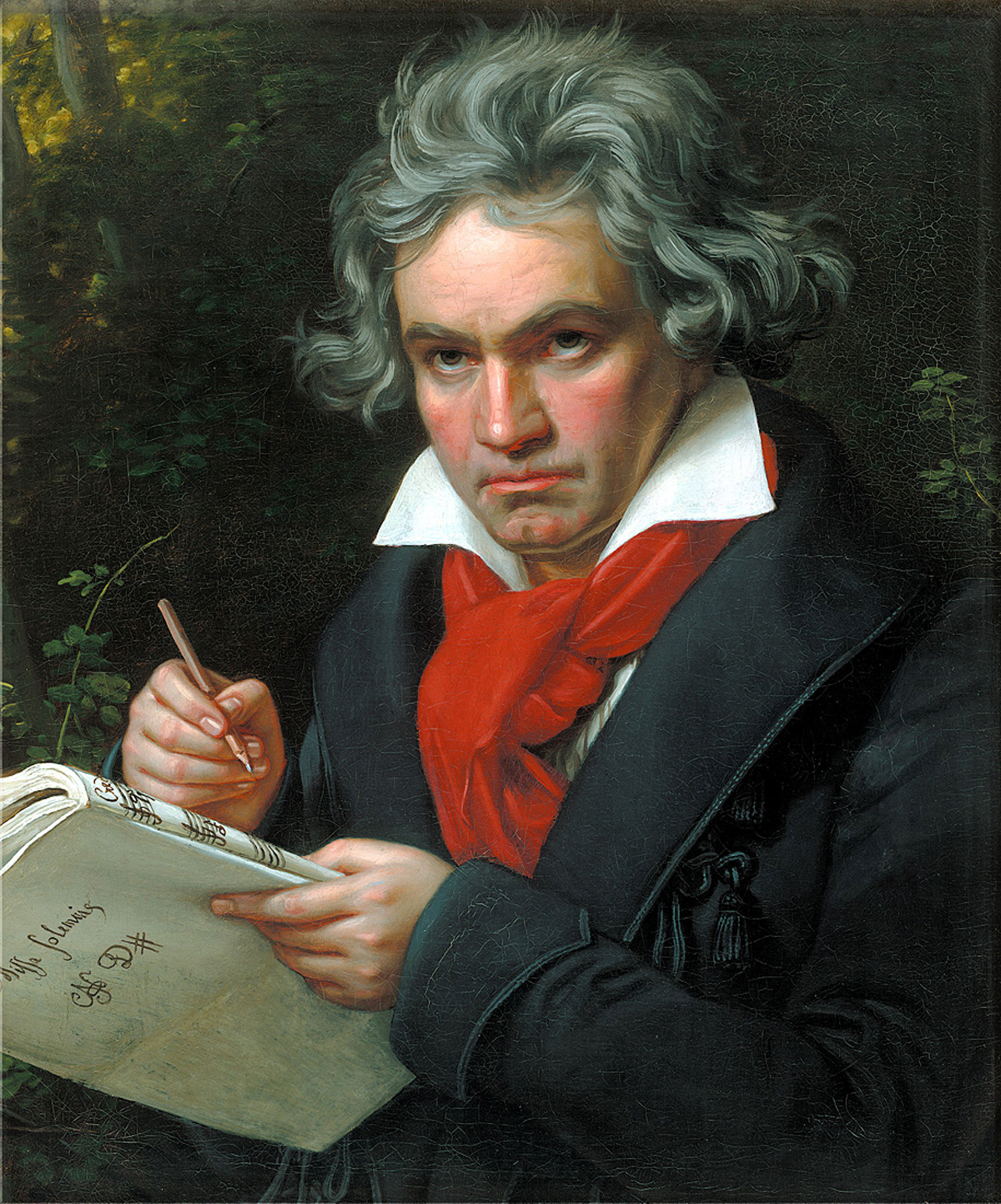
Ludwig van Beethoven (1820)

Ludwig van Beethoven (1770-1827) fu un compositore e pianista tedesco. Iniziò a scrivere varie opere già all'età di 11 anni. Considerato uno dei più grandi compositori di tutti i tempi, è annoverato tra i più grandi geni della storia della musica. Nonostante la sordità (ipoacusia) che lo colpì prima ancora d'aver compiuto i trent'anni, egli continuò a comporre, condurre e suonare, anche dopo aver perso completamente l'udito. Beethoven ha lasciato una produzione musicale, straordinaria per forza espressiva e per la capacità di evocare emozioni.

## Musica strumentale

### Musica per orchestra

#### Sinfonie
- op. 21: n. 1 in Do maggiore (1799-1800)
- op. 36: n. 2 in Re maggiore (1801-1802)
- op. 55: n. 3 in Mi bemolle maggiore, "Eroica" (1803)
- op. 60: n. 4 in Si bemolle maggiore (1806)
- op. 67: n. 5 in Do minore (1807-1808)
- op. 68: n. 6 in Fa maggiore, "Pastorale" (1808)
- op. 92: n. 7 in La maggiore (1811-1812)
- op. 93: n. 8 in Fa maggiore (1812)
- op. 125: n. 9 in Re minore (1823-1824)

#### Ouverture
- op. 72a: Leonore II (1804-1805)
- op. 72b: Leonore III (1805-1806)
- op. 138: Leonore I (1807)
- op. 62: Coriolan (1807)
- op. 115: Zur Namensfeier (1814-1815)

#### Musica per balletti
- op. 43: Die Geschöpfe des Prometheus (1800-01)
- WoO 1: Ritterballett (1790-1791)

#### Danze, marce e altri lavori orchestrali
- WoO 7: 12 minuetti (1795):
  - n. 1 in Re maggiore
  - n. 2 in Si bemolle maggiore
  - n. 3 in Sol maggiore
  - n. 4 in Mi bemolle maggiore
  - n. 5 in Do maggiore
  - n. 6 in La maggiore
  - n. 7 in Re maggiore
  - n. 8 in Si bemolle maggiore
  - n. 9 in Sol maggiore
  - n. 10 in Mi bemolle maggiore
  - n. 11 in Do maggiore
  - n. 12 in Fa maggiore
- WoO 8: 12 danze tedesche (1795):
  - n. 1 in Do maggiore
  - n. 2 in La maggiore
  - n. 3 in Fa maggiore
  - n. 4 in Si bemolle maggiore
  - n. 5 in Mi bemolle maggiore
  - n. 6 in Sol maggiore
  - n. 7 in Do maggiore
  - n. 8 in La maggiore
  - n. 9 in Fa maggiore
  - n. 10 in Re maggiore
  - n. 11 in Sol maggiore
  - n. 12 in Do maggiore
- WoO 14: 12 contraddanze (circa 1791-1801):
  - n. 1 in Do maggiore
  - n. 2 in La maggiore (1801)
  - n. 3 in Re maggiore (probabilmente 1795)
  - n. 4 in Si bemolle maggiore (probabilmente 1795)
  - n. 5 in Mi bemolle maggiore
  - n. 6 in Do maggiore (probabilmente 1795)
  - n. 7 in Mi bemolle maggiore (1800-1801)
  - n. 8 in Do maggiore (circa 1791)
  - n. 9 in La maggiore (1801)
  - n. 10 in Do maggiore (1801)
  - n. 11 in Sol maggiore (1800-1801)
  - n. 12 in Mi bemolle maggiore (circa 1791)
- WoO 17: 11 Mödlinger Tänze (1819) (probabilmente spurie):
  - n. 1 in Mi bemolle maggiore
  - n. 2 in Si bemolle maggiore
  - n. 3 in Si bemolle maggiore
  - n. 4 in Mi bemolle maggiore
  - n. 5 in Mi bemolle maggiore
  - n. 6 in Mi bemolle maggiore
  - n. 7 in Si bemolle maggiore
  - n. 8 in Si bemolle maggiore
  - n. 9 in Sol maggiore
  - n. 10 in Re maggiore
  - n. 11 in Re maggiore
- WoO 18: Marcia in Fa maggiore, "York'scher Marsch" (1809, rivisto 1810)
- WoO 19: Marcia in Fa maggiore (giugno 1810)
- WoO 20: Marcia e trio in Do maggiore "Zapfenstreich" (marcia: 1809-10?; trio: circa 1822)
- WoO 21: Polacca in Re maggiore (1810)
- WoO 22: Ecossaise in Re maggiore (1809-1810)
- op. 91: La vittoria di Wellington (1813)
- WoO 2a: Triumphmarsch in Do maggiore per Tarpeja (1813)
- WoO 2b: Zwischenaktmusik (Entr'acte) in Re maggiore per Leonore (1805)
- WoO 24: Marcia in Re maggiore (giugno 1816)
- WoO 3: Gratulations-Menuett in Mi bemolle maggiore (1822)

### Musica per soli e orchestra

#### Con più strumenti solisti
- Hess 13: Romanza cantabile in Mi minore per pianoforte, flauto, fagotto, orchestra (frammento, circa 1786?)
- op. 56: Concerto in Do maggiore per pianoforte, violino, violoncello, orchestra, "Triplo concerto" (1803-1804)

#### Con pianoforte

##### Concerti
- WoO 4: in Mi bemolle maggiore (frammento, 1784)
- op. 15: n. 1 in Do maggiore (1795, rivisto 1800)
- op. 19: n. 2 in Si bemolle maggiore (circa 1795-1798)
- op. 37: n. 3 in Do minore (circa 1800-1803)
- op. 58: n. 4 in Sol maggiore (1805-1806)
- op. 61a: trascrizione per pianoforte del Concerto per violino in Re maggiore op. 61 (1807)
- op. 73: n. 5 in Mi bemolle maggiore (1809)
- Hess 15: n. 6 in Re maggiore (frammento, 1814-1815)

##### Altro
- WoO 6: Rondò in Si bemolle maggiore per pianoforte, orchestra (1793)
- WoO 58: 2 Cadenze per il concerto per pianoforte in Re minore K 466 di Mozart (1809?)

#### Con violino

##### Concerti
- WoO 5: in Do maggiore (frammento, 1790-1792)
- op. 61: in Re maggiore (1806)

##### Romanze
- op. 40: n. 1 in Sol maggiore (1795-1802)
- op. 50: n. 2 in Fa maggiore (1795-1802)
- Hess 11: n. 3 (perduta, 1816)

#### Con oboe
- Hess 12: Concerto in fa maggiore per oboe e orchestra (perduto, 1792-1793?)

### Musica da camera

#### Duetti

##### Pianoforte e violino
- op. 12: Tre sonate per violino (1797-1798)
  - 1) in Re maggiore
  - 2) in La maggiore
  - 3) in Mi bemolle maggiore
- op. 23: Sonata per violino in La minore (1800)
- op. 24: Sonata per violino in Fa maggiore, "Frühlings-Sonate" ("La Primavera") (1800-1801)
- op. 30: Tre sonate per violino (1801-1802)
  - 1) in La maggiore
  - 2) in Do minore
  - 3) in Sol maggiore
- op. 47: Sonata per violino in La maggiore, "Kreutzer-Sonate" (1802-1803)
- op. 96: Sonata per violino in Sol maggiore (1812; probabilmente rivista 1814-1815)
- WoO 40: 12 variazioni in Fa maggiore su "Se vuol ballare" da Le nozze di Figaro di Mozart (1792-1793)
- WoO 41: Rondò in Sol maggiore (1793-1794)
- WoO 42: 6 danze tedesche (1796)

##### Pianoforte e viola
- op. 42: Notturno in Re maggiore,  dalla Serenata per violino, viola e violoncello op. 8 (1804)

##### Pianoforte e violoncello
- op. 5: Due sonate per violoncello (1796)
  - 1) in Fa maggiore
  - 2) in Sol minore
- op. 69: Sonata per violoncello in La maggiore (1807-1808)
- op. 102: Due sonate per violoncello (1815)
  - 1) in Do maggiore
  - 2) in Re maggiore
- WoO 45: 12 variazioni in Sol maggiore su un tema da Judas Maccabaeus di Händel (1796)
- op. 66: 12 variazioni in Fa maggiore su "Ein Mädchen oder Weibchen" da Die Zauberflöte di Mozart (?1796)
- WoO 46: 7 variazioni in Mi bemolle maggiore su "Bei Männern" da Il flauto magico di Mozart (1801)

##### Clavicembalo e mandolino
- WoO 43a: Sonatina in Do minore (febbraio-aprile 1796)[1]
- WoO 43b e Hess 44 (2 versioni): Adagio in Mi bemolle maggiore (febbraio-aprile 1796)
- WoO 44a: Sonatina in Do maggiore (febbraio-aprile 1796)
- WoO 44b: Andante con variazioni in Re maggiore (febbraio-aprile 1796)

##### Archi
- WoO 32: Duo in Mi bemolle maggiore per viola e violoncello "con due paia di occhiali obbligati" (Duett mit 2 obligaten Augengläsern, 1796-1797)
- WoO 34: Duo in La maggiore per 2 violini (aprile 1822)
- WoO 35: Canone in La maggiore per 2 violini (agosto 1825)

##### Con fiati
- WoO 26: Duo in Sol maggiore per 2 flauti (agosto 1792)
- op. 17: Sonata in Fa maggiore per pianoforte e corno (aprile 1800)
- op. 41: Serenata in Re maggiore per pianoforte e flauto (o violino), dalla Serenata per flauto, violino e viola op. 25 (1803)
- op. 105: Sei arie con variazioni per pianoforte e flauto (o violino)
  - 1) in Sol maggiore: "The Cottage Maid" (1818)
  - 2) in Do minore: "Von edlem Geschlecht war Shinkin/Of Noble Stock was Shinkin" (1818)
  - 3) in Do maggiore: "A Schüsserl und a Reindl" (1819)
  - 4) in Mi bemolle maggiore: "The Last Rose of Summer" (1818)
  - 5) in Mi bemolle maggiore: "Chiling O'Guiry" (1818)
  - 6) in Re maggiore: "Paddy Whack" (1818)
- op. 107: Dieci arie con variazioni per pianoforte e flauto (o violino)
  - 1) in Mi bemolle maggiore: "I bin a Tiroler Bua" (1818)
  - 2) in Fa maggiore: "Bonnie Laddie, Highland Laddie" (1818)
  - 3) in Sol maggiore: Volkslied aus Kleinrussland (1819)
  - 4) in Fa maggiore: "St. Patrick's Day" (1818)
  - 5) in Fa maggiore: "A Madel, ja a Madel" (1818)
  - 6) in Mi bemolle maggiore: "Peggy's Daughter" (1819)
  - 7) in La minore: "Schöne Minka" (1819)
  - 8) in Re maggiore: "O Mary at thy window be" (1818)
  - 9) in Mi bemolle maggiore: "Oh, Thou art the Lad of my Heart" (1818)
  - 10) in Sol minore: "The Highland Watch" (1818)

#### Trii

##### Pianoforte, violino e violoncello
- WoO 38: Trio con pianoforte in Mi bemolle maggiore (?1791)
- op. 1: Tre trii con pianoforte
  - 1) in Mi bemolle maggiore (1794)
  - 2) in Sol maggiore (1794-1795)
  - 3) in Do minore (1794-1795)
- Biamonti 425: Trio con pianoforte in Re maggiore, dalla Sinfonia n. 2 in Re maggiore (1805)
- op. 70: Due trii con pianoforte op. 70 (1808)
  - 1) in Re maggiore, "Geister-Trio" ("Trio degli spettri")
  - 2) in Mi bemolle maggiore
- op. 97: Trio con pianoforte in Si bemolle maggiore, "Erzherzogs-Trio" ("Arciduca") (1810-11; probabilmente rivisto 1814 o 1815)
- Hess 48: Allegretto in Mi bemolle maggiore (circa 1790-1792)
- op. 44: 14 variazioni in Mi bemolle maggiore su un tema da Das rote Käppchen di Dittersdorf (abbozzato 1792; data completamento sconosciuta)
- op. 121a: Variazioni in Sol maggiore sul lied "Ich bin der Schneider Kakadu" di Wenzel Müller (1803?, rivisto 1816)
- WoO 39: Allegretto in Si bemolle maggiore (giugno 1812)

##### Archi
- op. 3: Trio per violino, viola e violoncello in Mi bemolle maggiore (prima del 1794)
- op. 9: Tre trii per violino, viola e violoncello (1797-1798)
  - 1) in Sol maggiore
  - 2) in Re maggiore
  - 3) in Do minore
- WoO 9: Sei minuetti per 2 violini e basso: 1) in Mi bemolle, 2) in Sol maggiore, 3) in Do maggiore, 4) in Fa maggiore, 5) in Re maggiore, 6) in Sol maggiore (prima del 1795?) (autenticità non pienamente confermata)
- Hess 29: Praeludium et Fuge in Mi minore per 2 violini e violoncello (1794-1795)
- op. 8: Serenade per violino, viola e violoncello (1796-1797)
- WoO 15: 6 Ländler per 2 violini e basso: 1) in Re maggiore, 2) in Re maggiore, 3) in Re maggiore, 4) in Re minore, 5) in Re maggiore, 6) in Re maggiore (1802)

##### Con fiati
- op. 87: Trio in Do maggiore per 2 oboi e corno inglese (?1795)
- op. 11: Trio in Si bemolle maggiore per pianoforte, clarinetto (o violino) e violoncello (1797-1798)
- op. 25: Serenata in Re maggiore per flauto, violino e viola (1801)
- op. 38: Trio in Mi bemolle maggiore per pianoforte, clarinetto (o violino) e violoncello (dal Settimino op. 20) (1802-1803)
- WoO 28: Variazioni in Do maggiore su "Là ci darem la mano" dal Don Giovanni di Mozart per 2 oboi e corno inglese (?1795)
- WoO 37: Trio in Sol maggiore per pianoforte, flauto e fagotto (1786)

#### Quartetti

##### Pianoforte, violino, viola e violoncello
- WoO 36: Tre quartetti (1785)

##### Due violini, viola e violoncello
- op. 18: Sei quartetti d'archi
  - n. 1 in Fa maggiore (estate 1800)
  - n. 2 in Sol maggiore (aprile 1799-dicembre 1800)
  - n. 3 in Re maggiore (estate 1799-dicembre 1800)
  - n. 4 in Do minore (estate 1799-dicembre 1800)
  - n. 5 in La maggiore (giugno 1799-dicembre 1800)
  - n. 6 in Si bemolle maggiore (aprile 1799-dicembre 1800)
- Hess 34: Quartetto d'archi in Fa maggiore, dalla sonata per pianoforte in Mi maggiore op. 14 n. 1 (1801-1802)
- op. 59: Quartetti d'archi n. 7-9 (1806)
  - in Fa maggiore, Razumowsky n. 1
  - in Mi minore, Razumowsky n. 2
  - in Do maggiore, Razumowsky n. 3
- op. 74: Quartetto d'archi in Mi bemolle maggiore, Harfenquartett (1809)
- op. 95: Quartetto d'archi in Fa minore, "Quartetto serioso" (1810(-11?))
- op. 127: Quartetto d'archi in Mi bemolle maggiore (1822, 1824-1825)
- op. 130: Quartetto d'archi in Si bemolle maggiore (1825-26)
- op. 131: Quartetto d'archi in Do diesis minore (1825-1826)
- op. 132: Quartetto d'archi in La minore (1824?-1825)
- op. 135: Quartetto d'archi in Fa maggiore (1826)
- Hess 33: Minuetto in La bemolle maggiore (1790-1792)
- Hess 30: Preludio e fuga in Fa maggiore (1794-95)
- Hess 31: Preludio e fuga in Do maggiore (1794-95)
- Hess 36: Fuga dall'ouverture di Solomon di Händel, arrangiamento per quartetto d'archi (circa 1798)
- Hess 35: Trascrizione della fuga in Si minore del I libro del Clavicembalo ben temperato di J.S.Bach per quartetto d'archi (frammento, 1817)
- op. 133: Grosse Fuge in Si bemolle maggiore (1825-1826)

##### Fiati
- WoO 30: 3 eguali per 4 tromboni: 1) in Re minore, 2) in Re maggiore, 3) in Si bemolle maggiore (2 novembre 1812)

#### Quintetti
- op. 4: Quintetto in Mi bemolle maggiore per 2 violini, 2 viole e violoncello (1796)
- op. 29: Quintetto in Do maggiore per 2 violini, 2 viole e violoncello (1801)
- op. 104: Quintetto in Do minore per 2 violini, 2 viole e violoncello (1817)
- op. 16: Quintetto in Mi bemolle maggiore per pianoforte, oboe, clarinetto, fagotto e corno (1796)
- op. 137: Fuga in Re maggiore per 2 violini, 2 viole e violoncello (novembre 1817)
- Hess 38: Trascrizione della fuga in Si minore del I libro del Clavicembalo ben temperato di J.S.Bach per 2 violini, viola e 2 violoncelli (1801-1802)
- Hess 19: Quintetto in Mi bemolle maggiore per oboe, 3 corni e fagotto (frammento) (1793?)

#### Sestetti
- op. 81b: Sestetto in Mi bemolle maggiore per 2 corni, 2 violini, viola e violoncello (?1795)
- op. 71: Sestetto in Mi bemolle maggiore per 2 clarinetti, 2 corni e 2 fagotti (tra il 1792 e il 1796)
- WoO 29: Marcia in Si bemolle maggiore per 2 clarinetti, 2 corni e 2 fagotti (1797-1798)

#### Settimino
- op. 20: Settimino op. 20 in Mi bemolle maggiore per clarinetto, corno, fagotto, violino, viola, violoncello e contrabbasso (1799)

#### Ottetti
- op. 103: Ottetto per 2 oboi, 2 clarinetti, 2 corni e 2 fagotti (prima del novembre 1792 a Bonn, rivisto circa 1793 a Vienna)
- WoO 25: Rondò in Mi bemolle maggiore per 2 oboi, 2 clarinetti, 2 fagotti e 2 corni (1793)

### Musica per pianoforte

#### A due mani

##### Sonate per pianoforte
- WoO 47: Tre sonate per pianoforte (1783?)
  - 1) in Mi bemolle maggiore, "Kurfürstensonate" n. 1
  - 2) in Fa minore, "Kurfürstensonate" n. 2
  - 3) in Re maggiore, "Kurfürstensonate" n. 3
- WoO 50: Due movimenti di sonata in Fa maggiore (circa 1790-1792)
- op. 2: Tre sonate per pianoforte
  - 1) Sonata n. 1 in Fa minore (1793-1795)
  - 2) Sonata n. 2 in La maggiore (1794-1795)
  - 3) Sonata n. 3 in Do maggiore (1794-1795)
- op. 49: Due sonate per pianoforte
  - 2) Sonata n. 20 in Sol maggiore (1795-1796)
  - 1) Sonata n. 19 in Sol minore (1797?)
- op. 7: Sonata n. 4 in Mi bemolle maggiore (1796-1797)
- op. 10: Tre sonate per pianoforte
  - 1) Sonata n. 5 in Do minore (1795?-1797)
  - 2) Sonata n. 6 in Fa maggiore (1796-1797)
  - 3) Sonata n. 7 in Re maggiore (1797-1798)
- WoO 51: Sonata in Do maggiore (1791-98?)
- op. 13: Sonata n. 8 in Do minore, "Pathétique" (1797-1798)
- op. 14: Due sonate per pianoforte
  - 1) Sonata n. 9 in Mi maggiore (1798)
  - 2) Sonata n. 10 in Sol maggiore (1799?)
- op. 22: Sonata n. 11 in Si bemolle maggiore (1800)
- op. 26: Sonata n. 12 in La bemolle maggiore (1800-1801)
- op. 27: Due sonate per pianoforte (1801)
  - 1) Sonata n. 13 in Mi bemolle maggiore
  - 2) Sonata n. 14 in Do diesis minore "Mondschein-Sonate"
- op. 28: Sonata n. 15 in Re maggiore, "Pastorale" (1801)
- op. 31: Tre sonate per pianoforte (1802)
  - 1) Sonata n. 16 in Sol maggiore
  - 2) Sonata n. 17 in Re minore, "Sturm-Sonate"
  - 3) Sonata n. 18 in Mi bemolle maggiore
- op. 53: Sonata n. 21 in Do maggiore, "Waldstein-Sonate" (1803-1804)
- op. 54: Sonata n. 22 in Fa maggiore (1804)
- op. 57: Sonata n. 23 in Fa minore, "Appassionata" (1804-1805)
- op. 78: Sonata n. 24 in Fa diesis maggiore (1809)
- op. 79: Sonata n. 25 in Sol maggiore (1809)
- op. 81a: Sonata n. 26 in Mi bemolle maggiore, "Les Adieux" (1809-1810)
- op. 90: Sonata n. 27 in Mi minore (1814)
- op. 101 Sonata n. 28 in La maggiore (1816)
- op. 106: Sonata n. 29 in Si bemolle maggiore, "Hammerklavier-Sonate" (1817-1818)
- op. 109: Sonata n. 30 in Mi maggiore (1820)
- op. 110: Sonata n. 31 in La bemolle maggiore (1821-1822)
- op. 111: Sonata n. 32 in Do minore (1821-22)

- WoO 63: 9 variazioni in Do minore su una marcia di Dressler (1782)
- WoO 65: 24 variazioni in Re maggiore su "Venni Amore" di Righini da Das rote Käppchen di Dittersdorf (circa 1790-1791)
- WoO 66: 13 variazioni in La maggiore su "Es war einmal ein alter Mann" (1792)
- WoO 64: 6 variazioni in Fa maggiore per pianoforte o arpa su una canzone svizzera (circa 1790-1792)
- WoO 68: 12 variazioni in Do maggiore sul "Menuett à la Viganò" da Le nozze disturbate di Haibel (1795)
- WoO 69: 9 variazioni in La maggiore su "Quant'è più bello" da La molinara di Paisiello (1795)
- WoO 70: 6 variazioni in Sol maggiore su "Nel cor più non mi sento" da La molinara di Paisiello (1795)
- WoO 72: 8 variazioni in Do maggiore su "Une fièvre brûlante" da Richard cœur de Lion di Grétry (1795?)
- WoO 71: 12 variazioni in La maggiore sulla danza russa Das Waldmädchen di Wranitzky (1796-1797)
- WoO 73: 10 variazioni in Si bemolle maggiore su "La stessa, la stessissima" da Falstaff di Salieri (1799)
- WoO 76: 6 variazioni in Fa maggiore su "Tändeln und scherzen" da Soliman II di Süssmayr (1799)
- WoO 75: 7 variazioni in Fa maggiore su "Kind, willst du ruhig schlafen" da Das unterbrochene Opferfest di Winter (1799)
- WoO 77: 6 variazioni in Sol maggiore su un tema originale (1800)
- op. 34: 6 variazioni in Fa maggiore su un tema originale (1802)
- op. 35: 15 variazioni e fuga in Mi bemolle maggiore su un tema originale, "Eroica-Variationen" (1802)
- WoO 78: 7 variazioni in Do maggiore su "God Save the King" (1802-1803)
- WoO 79: 5 variazioni in Re maggiore su "Rule, Britannia!" da Alfred di Arne (1803)
- WoO 80: 32 variazioni in Do minore su un tema originale (1806)
- op. 76: 6 variazioni in Re maggiore su un tema originale (1809)
- op. 120: 33 variazioni in Do maggiore su un valzer di Diabelli (1819-1823).

##### Altre composizioni per pianoforte
- WoO 48: Rondò in Do maggiore (1783)
- WoO 49: Rondò in La maggiore (1783?)
- WoO 81: Allemande in La maggiore (ca. 1793, rivista 1822)
- op. 129: Rondò a capriccio in Sol maggiore, "Die Wut über den verlornen Groschen" (1795)
- WoO 10: 6 minuetti: 1) in Do maggiore, 2) in Sol maggiore, 3) in Mi bemolle maggiore, 4) in Si bemolle maggiore, 5) in Re maggiore, 6) in Do maggiore (1795) (versione originale per orchestra perduta, resta solo la riduzione per pianoforte)
- Hess 64: Fuga in Do maggiore (1795)
- WoO 52: Presto in Do minore (ca. 1795, rivisto 1798 e 1822)
- Hess 69: Allegretto in Do minore (ca. 1795-1796, rivisto 1822)
- WoO 13: 12 danze tedesche: 1) in Re maggiore, 2) in Si bemolle maggiore, 3) in Sol maggiore, 4) in Re maggiore, 5) in Fa maggiore, 6) in Si bemolle maggiore, 7) in Re maggiore, 8) in Sol maggiore, 9) in Mi bemolle maggiore, 10) in Do maggiore, 11) in La maggiore, 12) in Re maggiore (ca. 1792-1797) (versione originale per orchestra perduta, resta solo la riduzione per pianoforte)
- WoO 53: Allegretto in Do minore (1796-1797)
- op. 51: Due rondò
  - 1) Rondò in Do maggiore (1796-1797)
  - 2) Rondò in Sol maggiore (ca. 1798)
- WoO 11: 7 Ländler in Re maggiore (1799) (versione originale per 2 violini e violoncello perduta, resta solo la riduzione per pianoforte)
- op. 33: 7 bagatelle: 1) in Mi bemolle maggiore, 2) in Do maggiore, 3) in Fa maggiore, 4) in La maggiore, 5) in Do maggiore, 6) in Re maggiore, 7) in La bemolle maggiore (1801-1802)
- WoO 54: "Lustig - traurig" in Do maggiore e minore (1802?)
- Hess 274: Canone in Sol maggiore (inizio del 1803)
- WoO 57: Andante in Fa maggiore, "Andante favori" (1803)
- WoO 55: Preludio in Fa minore (ca. 1803)
- WoO 82: Minuetto in Mi bemolle maggiore (ca. 1803)
- WoO 56: Allegretto in Do maggiore (1803, rivisto 1822)
- WoO 83: 6 scozzesi in Mi bemolle maggiore (ca. 1806)
- op. 77: Fantasia in Sol minore (1809)
- WoO 59: Bagatella in La minore, "Für Elise" (1808 o 1810)
- WoO 23: Ecossaise in Sol maggiore (1810) (versione originale per fiati perduta, resta solo la riduzione per pianoforte di Carl Czerny)
- op. 89: Polacca in Do maggiore (1814)
- WoO 60: Bagatella in Si bemolle maggiore (1818)
- WoO 61: Allegretto in Si minore (1821)
- op. 119: 11 bagatelle: 1) in Sol minore, 2) in Do maggiore, 3) in Re maggiore, 4) in La maggiore, 5) in Do minore, 6) in Sol maggiore, 7) in Do maggiore, 8) in Do maggiore, 9) in La minore, 10) in La maggiore, 11) in Si bemolle maggiore (terminate 1822)
- op. 126: 6 bagatelle: 1) in Sol maggiore, 2) in Sol minore, 3) in Mi bemolle maggiore, 4) in Si minore, 5) in Sol maggiore, 6) in Mi bemolle maggiore (1824)
- WoO 84: Valzer in Mi bemolle maggiore (1824)
- WoO 61a: Allegretto quasi Andante in Sol minore (1825)
- WoO 85: Valzer in Re maggiore (1825)
- WoO 86: Ecossaise in Mi bemolle maggiore (1825)

#### A quattro mani
- WoO 67: 8 variazioni in Do maggiore su un tema del conte von Waldstein (1792?)
- op. 6: Sonata in Re maggiore (1796-1797)
- WoO 74: 6 variazioni su "Ich denke dein" (1799, rivisto 1803)
- op. 45: 3 marce: 1) in Do maggiore, 2) in Mi bemolle maggiore, 3) in Re maggiore (1803)
- op. 134: Große Fuge in Si bemolle maggiore op. 133, arrangiamento per pianoforte (1826)

### Pezzi solistici per altri strumenti
- Hess 107: "Grenadiermarsch" in Fa maggiore per Flötenuhr (ca. 1798)
- WoO 31: Fuga in Re maggiore per organo (1783)
- op. 39: 2 preludi su tutte le 12 tonalità maggiori per pianoforte od organo (1789?)
- WoO 33: 5 pezzi per Flötenuhr
  - 1) Adagio in Fa maggiore (1799)
  - 2) Scherzo in Sol maggiore (1799-1800)
  - 3) Allegro in Sol maggiore (ca. 1799?)
  - 4) Allegro in Do maggiore (1794?)
  - 5) Allegretto in Do maggiore (1794?)

## Musica vocale

### Opera/Musica di scena

#### Opera
- op. 72: Leonore (Joseph Sonnleithner, Stephan von Breuning) (1805-1806)
- op. 72: Fidelio (Joseph Sonnleithner, Georg Friedrich Treitschke) (1814)

#### Altri lavori per il palcoscenico
- WoO 91: 1) "O welch ein Leben", 2) "Soll ein Schuh nicht drücken", 2 arie per il Singspiel di Umlauf Die schöne Schusterin (ca. 1795)
- Hess 115: Vestas Feuer, frammento (Emanuel Schikaneder) (1803)
- op. 84: Musica per Egmont di Goethe per soprano e orchestra (1809-1810)
- op. 113: Musica per Die Ruinen von Athen di Kotzebue per soprano, basso, coro e orchestra (1811)
- op. 117: Musica per König Stephan di Kotzebue per coro e orchestra (1811)
- WoO 2a: Marcia trionfale in Do maggiore per Tarpeja (1813)
- WoO 2b: Entr'acte in Re maggiore per il secondo atto di Leonore (1805)
- WoO 94: "Germania", Finale per Die gute Nachricht di Treitschke per basso, coro e orchestra (1814)
- WoO 96: Leonore Prohaska, musica per il dramma di Duncker (1815)
- WoO 97: "Es ist vollbracht", finale per Die Ehrenpforten di Treitschke per basso, coro e orchestra (1815)
- Hess 118 (include op. 114, op. 124, WoO 98): Musica per Die Weihe des Hauses di Meisl per soprano, coro e orchestra (1822)

### Composizioni con coro

#### Composizioni sacre
- op. 85: Christus am Ölberge, oratorio per soprano, tenore, basso, coro e orchestra (Franz Xaver Huber) (inizio 1803, rivisto 1804)
- op. 86: Messa in do maggiore per soprano, contralto, tenore, basso, coro e orchestra (estate 1807)
- op. 123: Missa solemnis in Re maggiore per soprano, contralto, tenore, basso, coro, orchestra e organo (1819-1823)

#### Composizioni profane
- WoO 87: Trauerkantate auf den Tod Kaiser Josephs II. per soprano, contralto, tenore, basso, coro e orchestra: "Tot! Tot!" (Severin Anton Averdonk) (marzo 1790)
- WoO 88: Kantate auf die Erhebung Leopolds II. zur Kaiserwürde per soprano, contralto, tenore, basso, coro e orchestra: "Er schlummert" (Severin Anton Averdonk) (settembre-ottobre 1790)
- WoO 100: Lob auf den Dicken, scherzo musicale per tenore, 2 bassi e coro: "Schuppanzigh ist ein Lump" (testo: Beethoven?) (fine 1801)
- op. 80: Fantasia in Do minore per pianoforte, soli, coro e orchestra "Chorfantasie": "Schmeichelnd hold" (Cristoph Kuffner?) (dicembre 1808, rivisto 1809)
- op. 118: Elegischer Gesang per coro a quattro voci miste e quartetto d'archi: "Sanft, wie du lebtest" (Ignaz Franz Castelli) (luglio 1814)
- WoO 95: Chor auf die verbündeten Fürsten per coro e orchestra: "Ihr weisen Gründer" (Carl Bernard) (settembre 1814)
- op. 136: Der glorreiche Augenblick, per 2 soprani, tenore, basso, coro e orchestra: "Europa steht" (Aloys Weissenbach) (autunno 1814)
- op. 112: Meeresstille und glückliche Fahrt per coro e orchestra: "Tiefe Stille herrscht im Wasser" (Goethe) (1814-1815)
- WoO 105: Hochzeitslied per basso, coro e pianoforte: "Auf, Freunde, singt dem Gott" (Anton Joseph Stein) (gennaio 1819)
- op. 121b: Opferlied per soprano, coro e orchestra: "Die Flamme lodert" (Friedrich von Matthisson) (1822, rivisto 1824)
- WoO 106: Lobkowitz-Kantate per soprano, coro e pianoforte: "Es lebe unser teurer Fürst" (testo: Beethoven?) (aprile 1823)
- op. 122: Bundeslied per soprano, contralto, coro femminile, 2 clarinetti, 2 corni e 2 fagotti: "In allen guten Stunden" (Goethe) (1822, rivisto 1824)

### Composizioni per voci soliste

#### Voce/i solista/e e orchestra
- WoO 89: Prüfung des Küssens, aria per basso e orchestra: "Meine weise Mutter spricht" (anon.) (1791-1792?)
- WoO 90: "Mit Mädeln sich vertragen", aria per basso e orchestra (Goethe) (1791-1792?)
- WoO 92: "Primo Amore", scena e aria per soprano e orchestra (anon.) (1791-1792)
- op. 65: "Ah! perfido!, scena e aria per soprano e orchestra (Pietro Metastasio, scena; anonimo, aria) (22 dicembre 1808 al Theater an der Wien)
- WoO 99: Mehrstimmige Gesänge (ensemble vocale) (Metastasio) (1801-1803)
  - 1) (Hess 211) "Bei labbri, che Amore", duo
  - 2) (Hess 214) "Chi mai di questo core", trio
  - 3a) "Fra tutte le pene", duo
  - 3b) (Hess 225) "Fra tutte le pene", trio
  - 3c) (Hess 224) "Fra tutte le pene", quartetto (prima versione)
  - 4a) (Hess 222) "Già la notte s'avvicina", quartetto
  - 4b) (Hess 223) "Già la notte s'avvicina", trio
  - 5a) (Hess 221) "Giura il nocchier", quartetto (seconda versione)
  - 5b) (Hess 227) "Giura il nocchier", trio
  - 6) (Hess 212) "Ma tu tremi", trio
  - 7a) (Hess 217) "Nei campi e nelle selve", quartetto (prima versione)
  - 7b) (Hess 220) "Nei campi e nelle selve", quartetto (seconda versione)
  - 8) "O care selve"; vedi "Lieder": WoO 119
  - 9) (Hess 216) "Per te d'amico aprile", trio
  - 10a) (Hess 213) "Quella cetra ah pur tu sei", quartetto (prima versione)
  - 10b) (Hess 218) "Quella cetra ah pur tu sei", trio
  - 10c) (Hess 219) "Quella cetra ah pur tu sei", quartetto (seconda versione)
  - 11) (Hess 215) "Scrivo in te", duo
- Hess 210: "Fra tutte le pene" quartetto (seconda versione) (1801-1803)
- Hess 228: "Salvo tu vuoi lo sposo?", duo (1801-1803)
- Hess 230: "Giura il nocchier", quartetto (prima versione) (1801-1803)
- Hess 231: "Sei mio ben", duo (1801-1803)
- WoO 92a: "No, non turbarti", scena e aria per soprano e orchestra (Metastasio) (inizio 1802)
- op. 116: "Tremate, empi, tremate", trio per soprano, tenore, basso e orchestra (Giovanni de Gamerra) (1802)
- WoO 101: Graf, Graf, liebster Graf..., scherzo musicale, trio (testo: Beethoven) (autunno 1802)
- WoO 93: "Ne' giorni tuoi felici", duo per soprano, tenore e orchestra (Metastasio) (fine 1802)
- WoO 102: Abschiedsgesang per tenore e 2 bassi: "Die Stunde schlägt" (Joseph von Seyfried) (maggio 1814)
- WoO 103: Cantata campestre, per soprano, 2 tenori, basso e pianoforte: "Un lieto brindisi" (Clemente Bondi) (giugno 1814)
- WoO 104: Gesang der Mönche da Wilhelm Tell di Schiller per tenore e 2 bassi: "Rasch tritt der Tod den Menschen an" (maggio 1817)

#### Lieder
- WoO 107: Schilderung eines Mädchens: "Schildern, willst du, Freund" (anon.) (1782)
- WoO 108: An einen Säugling: "Noch weisst du nicht, wes Kind du bist" (Johann von Döring) (1783)
- WoO 113: Klage: "Dein Silber schien durch Eichengrün" (Ludwig Hölty) (1790)
- WoO 110: Elegie auf den Tod eines Pudels: "Stirb immerhin" (anon.) (?)
- WoO 111: Punschlied: "Wer nicht, wenn warm" (anon.) (1791 o 1792)
- WoO 109: Trinklied: "Erhebt das Glas" (anon.) (1791 o 1792)
- WoO 112: An Laura: "Freud' umblühe dich" (Friedrich von Matthisson) (1792)
- WoO 115: An Minna: "Nur bei dir, an deinem Herzen" (anon.) (circa 1792)
- WoO 114: Selbstgespräch: "Ich, der mit flatterndem Sinn" (Johann Wilhem Ludwig Gleim) (1793)
- WoO 116 (Hess 129/130): "Que le temps me dure" (Rousseau), 2 versioni (1793)
- WoO 117: Der freie Mann: "Wer ist ein freier Mann" (Gottlieb Conrad Pfeffel) (1794 o 1795)
- WoO 118: Seufzer eines Ungeliebten: "Hast du nicht Liebe zugemessen"; Gegenliebe: "Wüsst' ich, wüsst ich" (Gottfried August Bürger) (1794 o 1795)
- WoO 119: "O care selve" (Metastasio) (1794 o 1795)
- WoO 123: Zärtliche Liebe: "Ich liebe dich" (Karl Friedrich Wilhelm Herrosee) (1795)
- WoO 124: La partenza: "Ecco quel fiero istante" (Metastasio) (1795)
- op. 46: Adelaide: "Einsam wandelt dein Freund" (Friedrich von Matthisson) (1795 o 1796)
- WoO 121: Abschiedsgesang an Wiens Bürger: "Keine Klage soll erschallen" (Josef Friedelberg) (novembre 1796)
- WoO 122: Kriegslied der Österreicher: "Wir streiten nicht für Ruhm und Sold" (Josef Friedelberg) (aprile 1797)
- WoO 126: Opferlied: "Die Flamme lodert" (Friedrich von Matthisson) (1798)
- WoO 125: La tiranna: "Ah grief to think" (William Wennington) (1798-99)
- WoO 127: Neue Liebe, neues Leben: "Herz, mein Herz" (prima versione); (Goethe) (1798-1799)
- WoO 128: "Plaisir d'aimer": (1799)
- WoO 120: "Man strebt, die Flamme zu verhehlen" (anon.) (1800 o 1802)
- op. 48: 6 lieder (Christian Fürchtegott Gellert) (prima di marzo 1802)
  - 1) Bitten: "Gott, deine Güte reicht so weit"
  - 2) Die Liebe des Nächsten: "So jemand spricht"
  - 3) Vom Tode: "Meine Lebenszeit verstreicht"
  - 4) Die Ehre Gottes aus der Natur: "Die Himmel rühmen"
  - 5) Gottes Macht un Vorsehung: "Gott ist mein Lied"
  - 6) Busslied: "An dir allein"
- op. 88: Vita felice: "Beato quei che fido amor" (anon.) (1803)
- WoO 129: Der Wachtelschlag: "Ach, wie schallt's dorten" (Samuel Friedrich Sauter) (prima di settembre 1803)
- op. 52: 8 lieder (1790-1796?; completati 1803-1805)
  - 1) Urians Reise um die Welt: "Wenn jemand eine Reise tut" (Matthias Claudius)
  - 2) Feuerfarb' : "Ich weiss eine Farbe" (Sophie Mereau)
  - 3) Das Liedchen von der Ruhe: "Im Arm der Liebe" (Hermann Wilhelm Franz Ueltzen)
  - 4) Maigesang: "Wie herrlich leuchtet" (Goethe)
  - 5) Mollys Abschied: "Lebe wohl, du Mann" (Gottfried August Bürger)
  - 6) Die Liebe: "Ohne Liebe" (Gotthold Ephraim Lessing)
  - 7) Marmotte: "Ich komme schon" (Goethe)
  - 8) Das Blümchen Wunderhold: "Es blüht ein Blümchen" (Bürger)
- op. 32: An die Hoffnung: "Die du so gern" (prima versione); (Christoph August Tiedge) (prima di marzo 1805)
- WoO 132: Als die Geliebte sich trennen wollte: "Der Hoffnung letzter Schimmer sinkt dahin" (Stephan von Breuning) (dopo di maggio 1806)
- WoO 133: "In questa tomba oscura" (Giuseppe Carpani) (1807)
- WoO 134: Sensucht: "Nur wer die Sehnsucht kennt" (Goethe), 4 versioni (1807-1708)
- WoO 136: Andenken: "Ich denke dein" (Friedrich von Matthisson) (1808)
- op. 75: 6 Gesänge (1809)
  - 1) "Kennst du das Land" (Goethe)
  - 2) Neue Liebe, neues Leben: "Herz, mein Herz" (seconda versione); (Goethe)
  - 3) Aus Goethes Faust: "Es war einmal ein König"
  - 4) Gretels Warnung: "Mit Liebesblick und Spiel" (Gerhard Anton von Halem)
  - 5) An den fernen Geliebten: "Einst wohnten süsse Ruh'" (Christian Ludwig Reissig)
  - 6) Der Zufriedene: "Zwar schuf das Glück" (Reissig)
- - : Lied aus der Ferne: "Als mir noch die Träne" (prima versione); (Christian Ludwig Reissig) (1809)
- WoO 137: Gesang aus der Ferne: "Als mir noch die Träne" (seconda versione); (Christian Ludwig Reissig) (1809)
- WoO 138: Der Jüngling in der Fremde: "Der Frühling entblühet" (Christian Ludwig Reissig) (1809)
- WoO 139: Der Liebende: "Welch ein wunderbares Leben" (Christian Ludwig Reissig) (1809)
- op. 82: 4 ariette e un duo (1809-1810)
  - 1) "Dimmi, ben mio" (anon.)
  - 2) Liebes-Klage: "T'intendo sì, mio cor" (Metastasio)
  - 3) L'amante impaziente: "Che fa il mio bene", arietta buffa (Metastasio)
  - 4) L'amante impaziente: "Che fa il mio bene", arietta assai seriosa (Metastasio)
  - 5) "Odi l'aura che dolci sospira", duo (Metastasio)
- op. 83: 3 Gesänge (Goethe) (1810)
  - 1) Wonne der Wehmut: "Trocknet nicht"
  - 2) Sehnsucht: "Was zieht mir das Herz so?"
  - 3) Mit einem gemalten Band: "Kleine Blumen"
- WoO 140: An die Geliebte: "O dass ich dir vom stillen Auge" (Johann Ludwig Stoll), 2 versioni (1811)
- WoO 141: Der Gesang der Nachtigall: "Höre, die Nachtigall singt" (Johann Gottfried Herder) (giugno 1813)
- WoO 142: Der Bardengeist: "Dort auf dem hohen Felsen" (Franz Rudolph Hermann) (novembre 1813)
- WoO 143: Des Kriegers Abschied: "Ich zieh' ins Feld" (Christian Ludwig Reissig) (1814)
- WoO 144: "Merkenstein" (prima versione); (Johann Baptist Rupprecht) (1814)
- WoO 135: Die laute Klage: "Turteltaube, du klagest so laut" (Johann Gottfried Herder) (1814-1815)
- op. 94: An die Hoffnung: "Ob ein Gott sei?" (seconda versione); (Johann August Tiedge) (1815)
- op. 100: "Merkenstein" duo (seconda versione); (Johann Baptist Rupprecht) (1815)
- WoO 145: Das Geheimnis: "Wo blüht das Blümchen" (Ignaz von Wessenberg) (1815)
- op. 98: An die ferne Geliebte (All'amata lontana) (Alois Jeitteles) (aprile 1816)
  - 1) "Auf dem Hügel sitz' ich, spähend"
  - 2) "Wo die Berge so blau"
  - 3) "Leichte Segler in den Höhen"
  - 4) "Diese Wolken in den Höhen"
  - 5) "Es kehret der Maien"
  - 6) "Nimm sie hin denn, diese Lieder"
- op. 99: Der Mann von Wort: "Du sagtest, Freund" (Friedrich August Kleinschmid) (estate 1816)
- WoO 146: Sehnsucht: "Die stille Nacht umdunkelt" (Christian Ludwig Reissig) (fine 1816)
- WoO 147: Ruf vom Berge: "Wenn ich ein Vöglein wär" (Georg Friedrich Treitschke) (dicembre 1816)
- WoO 148: So oder so: "Nord oder Süd" (Karl Lappe) (1816-17)
- WoO 149: Resignation: "Lisch aus, mein Licht" (Graf/Conte Paul von Haugwitz) (inverno 1817)
- WoO 130: "Gedenke mein (anon.) (ca. 1820)
- WoO 150: Abendlied unterm gestirnten Himmel: "Wenn die Sonne nieder sinket" (Heinrich Goeble) (marzo 1820)
- op. 128: Ariette (Der Kuss): "Ich war bei Chloen ganz allein" (Christian Felix Weise) (1798-1822)
- WoO 151: "Der edle Mensch" (Goethe) (1823)

#### Canzoni popolari
La maggior parte per voce solista, alcuni duetti e trii; accompagnati da pianoforte, violino, violoncello
- op. 108: 25 canzoni scozzesi
- WoO 152: 25 canzoni irlandesi
- WoO 153: 20 canzoni irlandesi
- WoO 154: 12 canzoni irlandesi
- WoO 155: 26 canzoni gallesi
- WoO 156: 12 canzoni scozzesi
- WoO 157: 12 canzoni di varie nazionalità
- WoO 158a: 23 canzoni di varie nazionalità
- WoO 158b: 7 canzoni britanniche
- WoO 158c: 6 canzoni di varie nazionalità
- Hess 133: Das liebe Kätzchen: "Unsa Kaz had Kazln g'habt" (austriaca) (marzo 1820)
- Hess 134: Der Knabe auf dem Berge: "Duart ob'n af'm Beargerl gu gu" (austriaca) (marzo 1820)

### Canoni
- WoO 159: "Im Arm der Liebe" (a 3) (ca. 1795)
- Hess 276: "Herr Graf, ich komme zu fragen" (a 3) (ca. 1797?)
- Hess 274: Canone senza testo in Sol maggiore (a 2) (inizio 1803)
- Hess 275: Canone senza testo in La bemolle maggiore (a 2) (ca. novembre 1803)
- WoO 161: "Ewig dein" (a 3) (1811?)
- WoO 163: "Kurz ist der Schmerz" (a 3, testo: Schiller) (novembre 1813)
- WoO 164: "Freundschaft ist die Quelle" (a 3) (settembre 1814)
- WoO 165: "Glück zum neuen Jahr" (a 4) (gennaio 1815)
- WoO 166: "Kurz ist der Schmerz" (a 3) (marzo 1815)
- WoO 167: "Brauchle, Linke" (a 3) (ca. 1815)
- WoO 168: 2 canoni: "Das Schweigen" (Rätselkanon), "Das Reden" (a 3) (gennaio 1816)
- WoO 169: "Ich küsse Sie" (Rätselkanon) (estate 1819)
- WoO 170: "Ars longa, vita brevis" (a 2) (aprile 1816)
- WoO 171: "Glück fehl' dir vor allem" (a 4) (1817)
- WoO 172: "Ich bitt' dich" (a 3) (ca. 1818?)
- WoO 173: "Hol' euch der Teufel" (Rätselkanon) (estate 1819)
- WoO 174: "Glaube und hoffe" (a 4) (settembre 1819)
- WoO 176: "Glück, Glück zum neuen Jahr" (a 3) (dicembre 1819)
- WoO 179: "Alles Gute" (a 4) (dicembre 1819)
- WoO 175: "Sankt Petrus war ein Fels" (Rätselkanon) (ca. gennaio 1820)
- WoO 177: "Bester Magistrat" (a 4 con basso) (ca. 1820)
- WoO 178: "Signor Abate" (a 3) (ca. 1820?)
- WoO 180: "Hoffmann, sei ja kein Hofmann" (a 2) (marzo 1820)
- WoO 182: "O Tobias" (a 3) (settembre 1821)
- WoO 183: "Bester Herr Graf" (a 4) (febbraio 1823)
- WoO 184: "Falstafferel, lass dich sehen" (a 5) (aprile 1804)
- WoO 185: "Edel sei der Mensch" (a 6, testo: Goethe), 2 versioni (ca. maggio 1823)
- WoO 202: "Das Schöne zum Guten" (musikalischer Leitspruch; Rätselkanon) (1823)
- WoO 186: "Te solo adoro" (a 2) (giugno 1824)
- WoO 187: "Schwenke dich ohne Schwänke" (a 4) (novembre 1824)
- WoO 188: "Gott ist eine feste Burg" (a 2) (gennaio 1825)
- WoO 189: "Doktor, sperrt das Tor" (a 4) (maggio 1825)
- WoO 190: "Ich war hier, Doktor" (a 2) (giugno 1825)
- WoO 191: "Kühl, nicht lau" (a 3) (settembre 1825)
- WoO 192: "Ars longa, vita brevis" (Rätselkanon) (settembre 1825)
- WoO 193: "Ars longa, vita brevis" (Rätselkanon) (ca. 1825?)
- WoO 194: "Si non per portas" (Rätselkanon)) (settembre 1825)
- WoO 195: "Freu dich des Lebens" (a 2) (dicembre 1825)
- WoO 203: "Das Schöne zu dem Guten" (musikalischer Leitspruch; Rätselkanon) (1825)
- WoO 196: "Es muss sein" (a 4) (ca. luglio 1826)
- WoO 197: "Da ist das Werk" (a 4) (settembre 1826)
- Hess 277: "Esel aller Esel" (a 3) (ca. settembre 1826)
- WoO 198: "Wir irren allesamt" (Rätselkanon) (dicembre 1826)

### Musica
- Composizioni di Johannes Brahms

### Cataloghi
- Catalogo Biamonti
- Catalogo Hess
- Catalogo Kinsky/Halm

### Personaggi
- Ludwig van Beethoven
- Giovanni Biamonti
- Willy Hess
- Georg Kinsky
- Gustav Nottebohm